# Nagoya WEST FC
Câu lạc bộ bóng đá Nagoya WEST là một câu lạc bộ bóng đá Nhật Bản có trụ sở tại Aichi. Câu lạc bộ từng thi đấu tại Japan Soccer League (giải đấu cao nhất Nhật Bản). Hiện câu lạc bộ đang thi đấu tại Giải đấu cấp tỉnh.

## Lịch sử
Câu lạc bộ ban đầu mang tên Ngân hàng Tương hỗ Nagoya (hiện là Bank of Nagoya). Đây là một trong những đội sáng lập JSL năm 1965 nhưng họ chỉ trụ lại được hai mùa trước khi xuống hạng sau khi thua NKK S.C. ở trận playoff. Sau một mùa ở Giải khu vực Tōkai, câu lạc bộ trở lại JSL sau khi đánh bại Dệt tự động Toyota. Họ thi đấu ở đó đến năm 1972, khi họ lại thua trong trận playoff trước Towa Real Estate. Sau mùa giải đó họ được lựa tham gia giải đấu mới JSL Hạng Hai, nhưng Ngân hàng Tương hỗ Nagoya quyết định giải thể; NTT Kinki từ khu vực Kansai thay họ. Phần lớn các cầu thủ gia nhập đội bóng mới Công nghiệp Eidai có trụ sở ở Yamaguchi và thi đấu tại JSL từ năm 1973 tới 1976 (được lên hạng lần đầu năm 1973), nhưng rồi câu lạc bộ cũng giải tán năm 1976.
Năm 1989, Bank of Nagoya tái thành lập một câu lạc bộ nghiệp dư thi đấu tại Giải tỉnh Aichi. Năm 2002 họ không còn sự liên hệ với ngân hàng nữa, và mang tên Nagoya WEST FC. Họ thường xuyên lên xuống hạng giữa Aichi và Tōkai.

### Kết quả thi đấu (câu lạc bộ ban đầu)
| Mùa giải | Giải đấu | Vị trí | Điểm | Tr | T | H | B  | BT | BB | HS  |
| -------- | -------- | ------ | ---- | -- | - | - | -- | -- | -- | --- |
| 1965     | JSL      | 8      | 4    | 14 | 1 | 2 | 11 | 16 | 43 | -27 |
| 1966     | JSL      | 7      | 4    | 14 | 2 | 0 | 12 | 12 | 34 | -22 |
| 1967     | Tōkai    | 1      | 12   | 7  | 5 | 2 | 0  | 26 | 7  | 19  |
| 1968     | JSL      | 6      | 9    | 14 | 3 | 3 | 8  | 17 | 25 | -8  |
| 1969     | JSL      | 8      | 4    | 14 | 2 | 0 | 12 | 12 | 31 | -19 |
| 1970     | JSL      | 8      | 5    | 14 | 1 | 3 | 10 | 9  | 34 | -25 |
| 1971     | JSL      | 8      | 3    | 14 | 0 | 3 | 11 | 10 | 43 | -33 |

## Tên gọi
- ?-1971: Ngân hàng Tương hỗ Nagoya
- 1989-2001: Ngân hàng Nagoya
- 2002-nay: Nagoya WEST FC